# متحف مالطا للطيران
متحف مالطا للطيران (الإنجليزية: Malta Aviation Museum)هو متحف للطائرات يقع في موقع المطار السابق لسلاح الجو الملكي في قرية تاكالي، في جزيرة مالطا تم تأسيسه عام 1994. يغطي المتحف الذي يقع في ثلاث حظائر، تاريخ الطيران في الجزيرة مع المعروضات، لا سيما من الحرب العالمية الثانية وفترات ما بعد الحرب. يشارك المتحف في الحفاظ على الطائرات وترميمها، وبعضها صالح للطيران.

## قائمة المعروضات

### قاعة المعرض الرئيسية
تشمل المعروضات 
- جلوستر نيزك x2
- دوغلاس داكوتا
- سيسنا بيردوغ
- أمريكا الشمالية تكساس
- شبل بايبر
- فيات جي 91
- قمرة القيادة الإنجليزية الكهربائية البرق
- مروحية Agusta Bell 47G

### قاعة الطائرات التذكارية في معركة مالطا الجوية
تم بناء حظيرة الطائرات هذه وافتتحت في عام 2005، وتتميز بهياكل الطائرات من فترة الحرب العالمية الثانية، والعديد من الأمثلة التي تم ترميمها من ضحايا معركة مالطا.
- دي هافيلاند تايغر موث
- هوكر هوريكان
- سوبرمارين سبتفاير 9 (EN199)
- فيري سوردفيش(هيكل لجسم الطائرة)

### قاعM معرض رومني
تحتوي القاعة التي تضم مدخل المتحف وورشة الترميم، على معروضات تشمل:
- دي هافيلاند مصاص دماء
- مدرب الارتباط
- سم البحر
- هوكر سي هوك

## صور المتحف

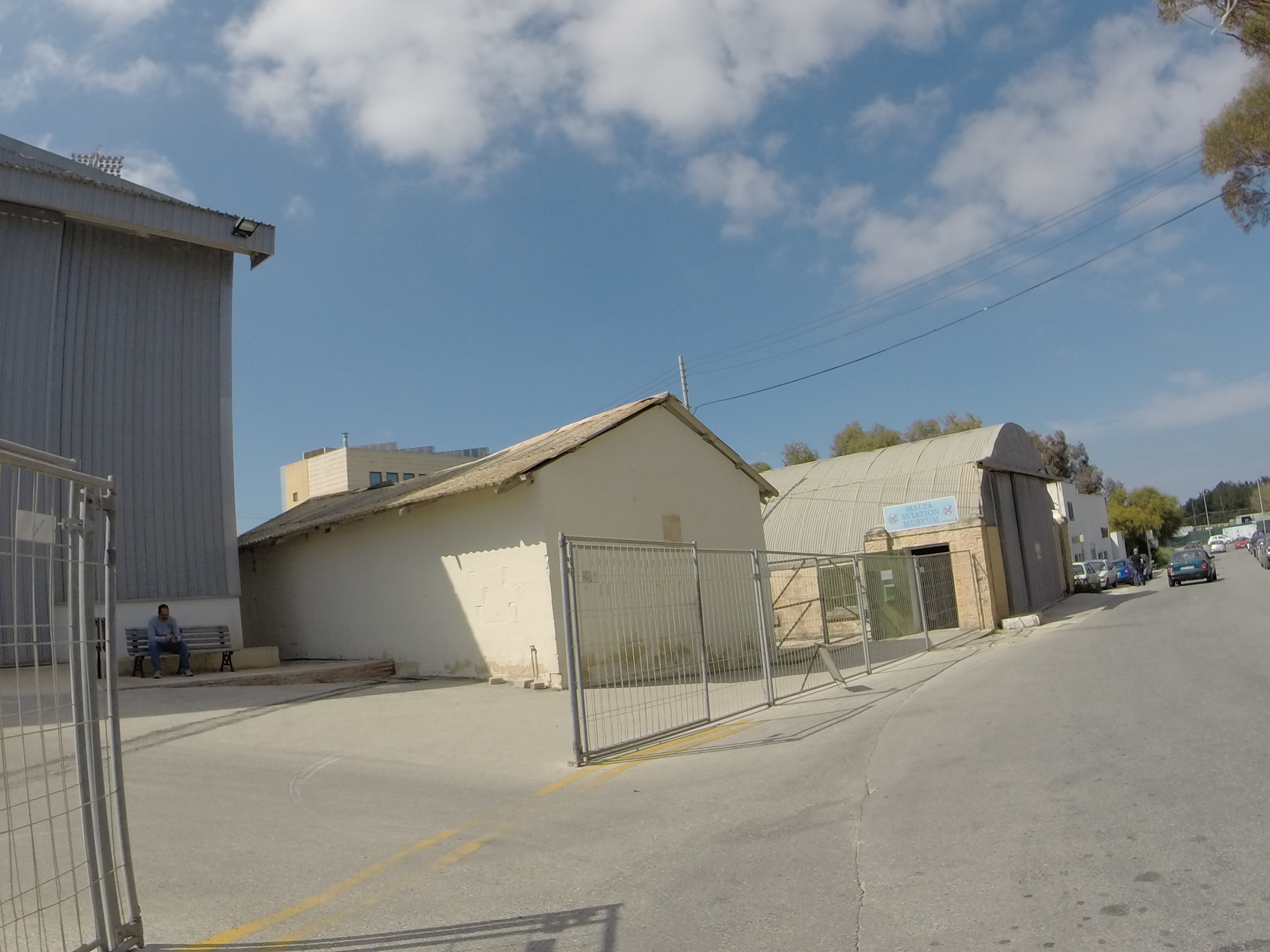
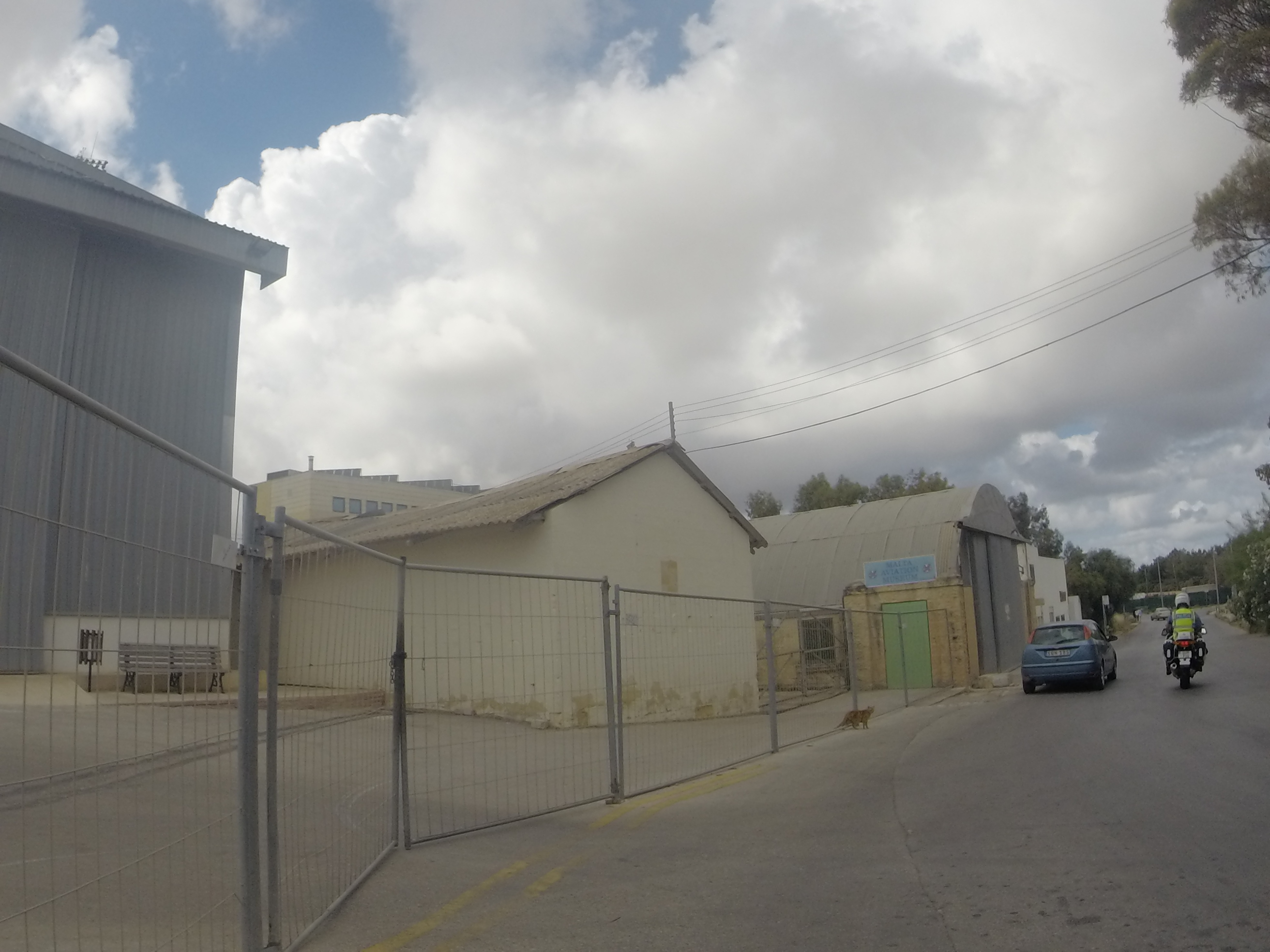
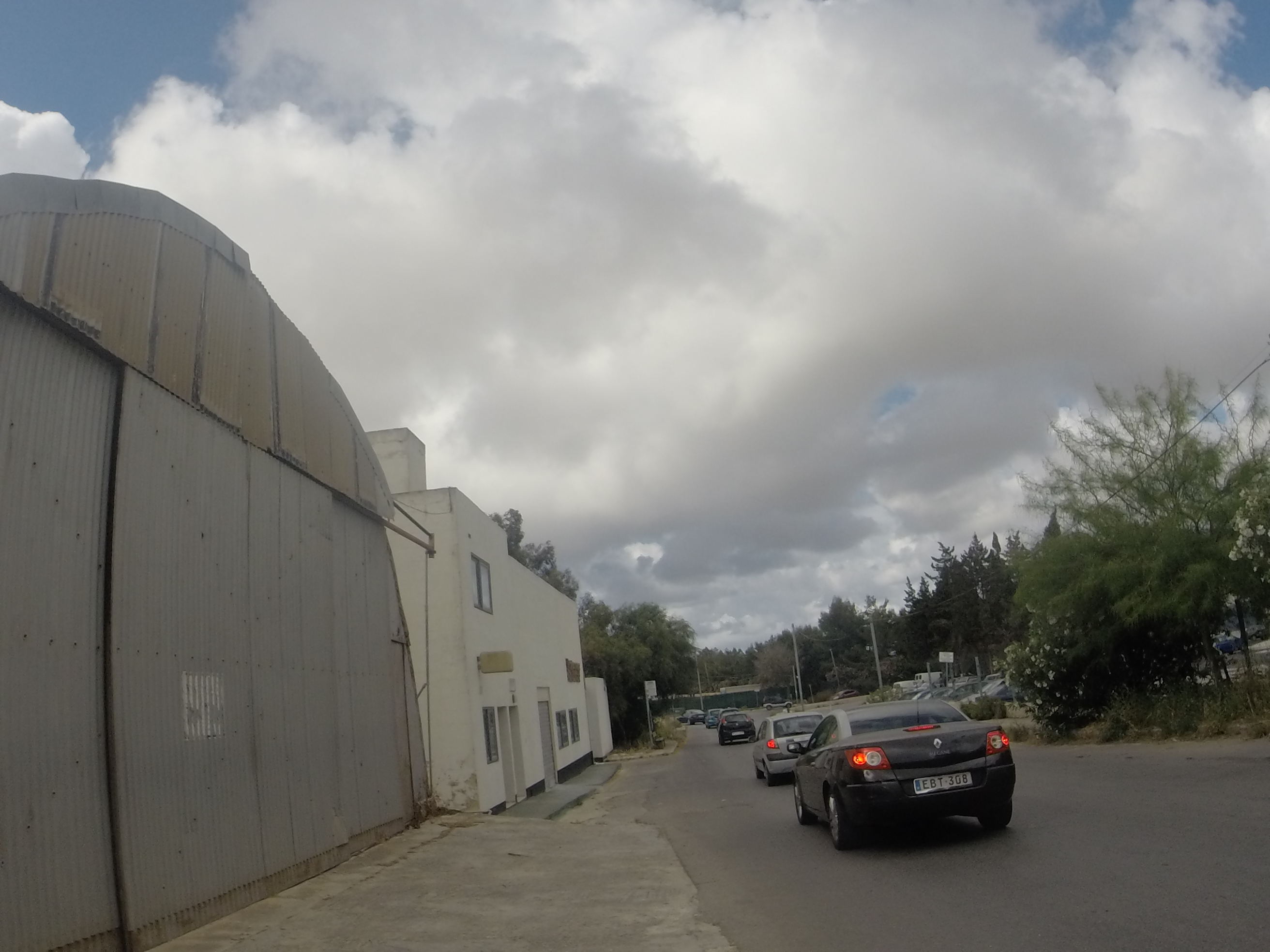
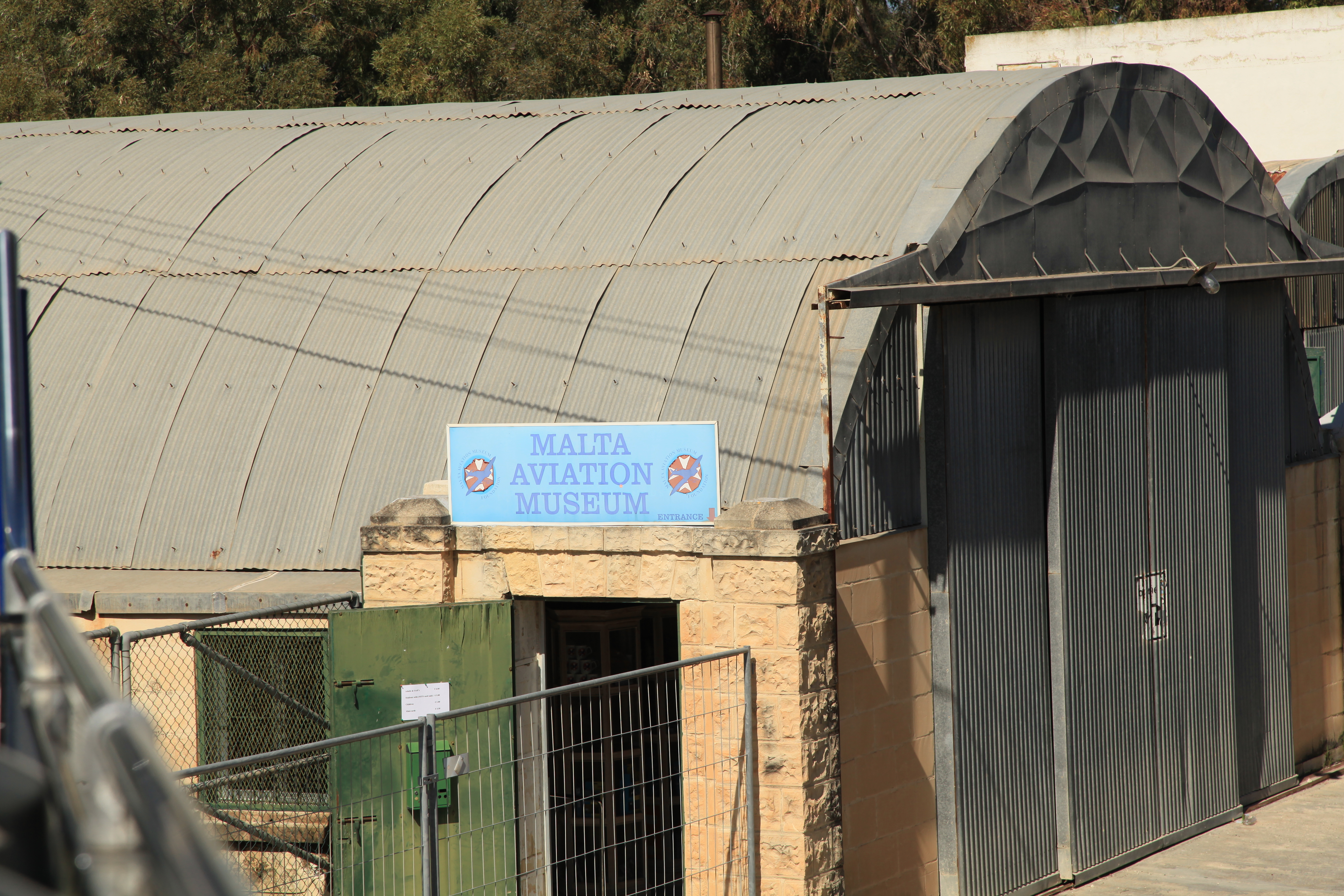
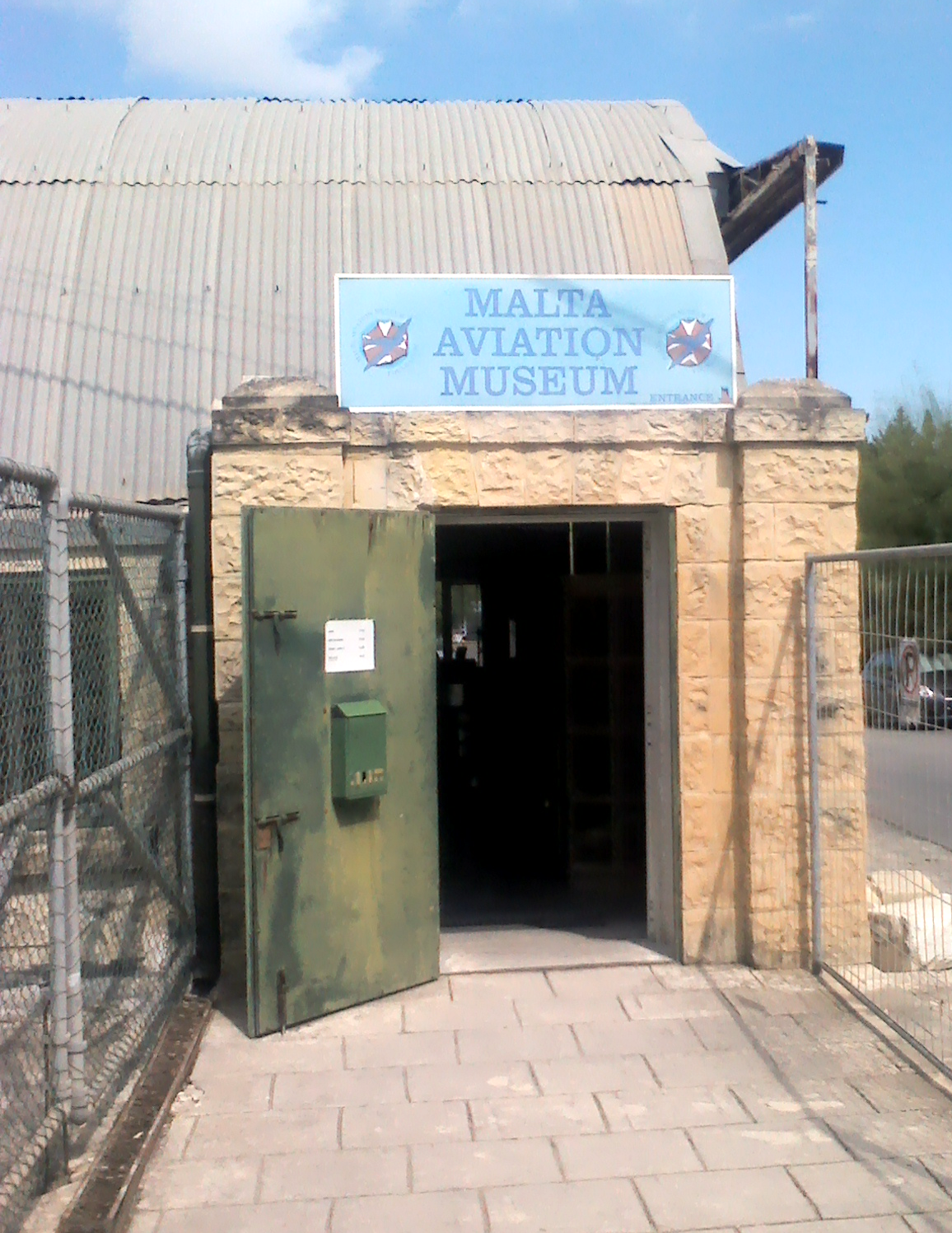

## معرض صور الطائرات

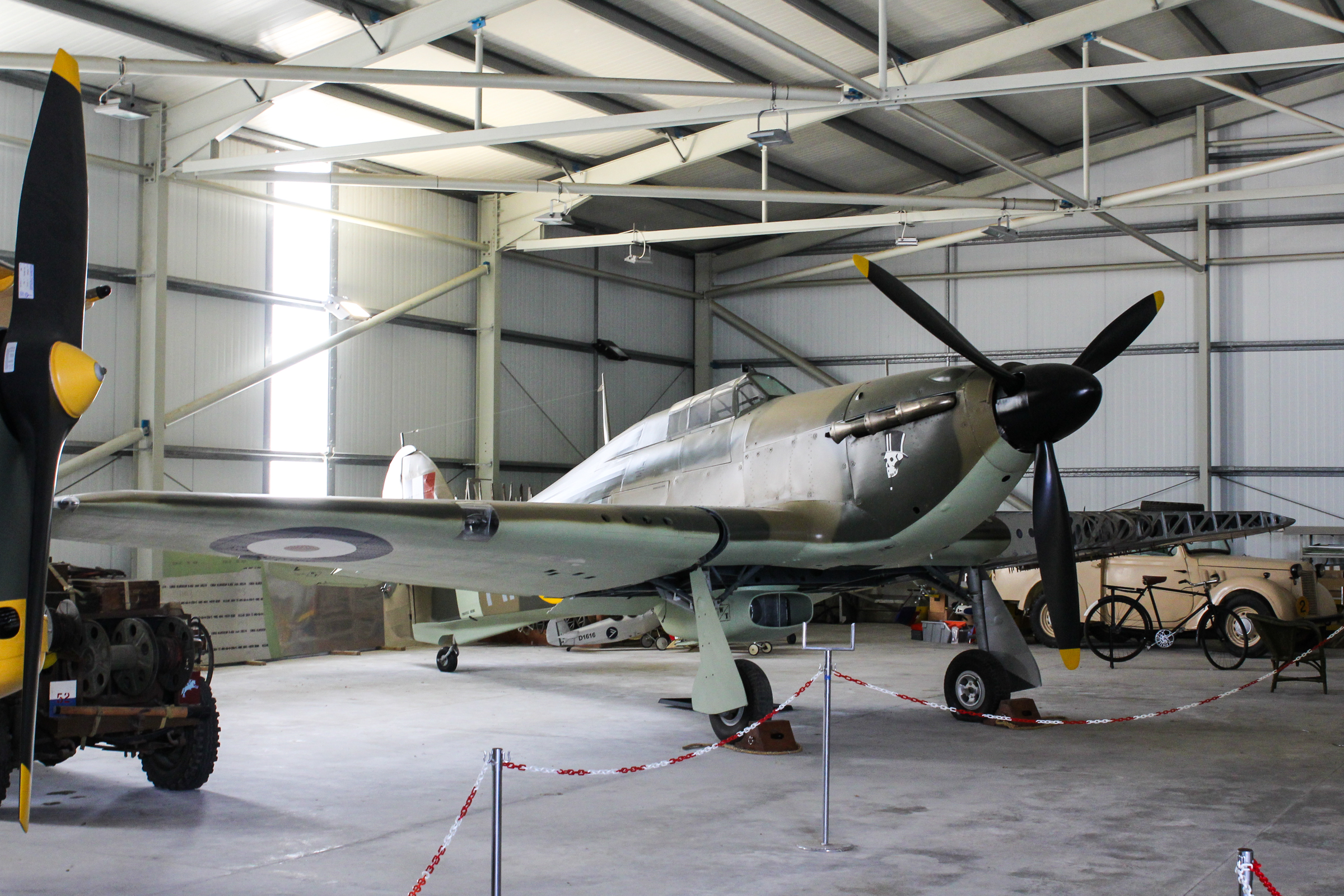
هوكر إعصار Z3055
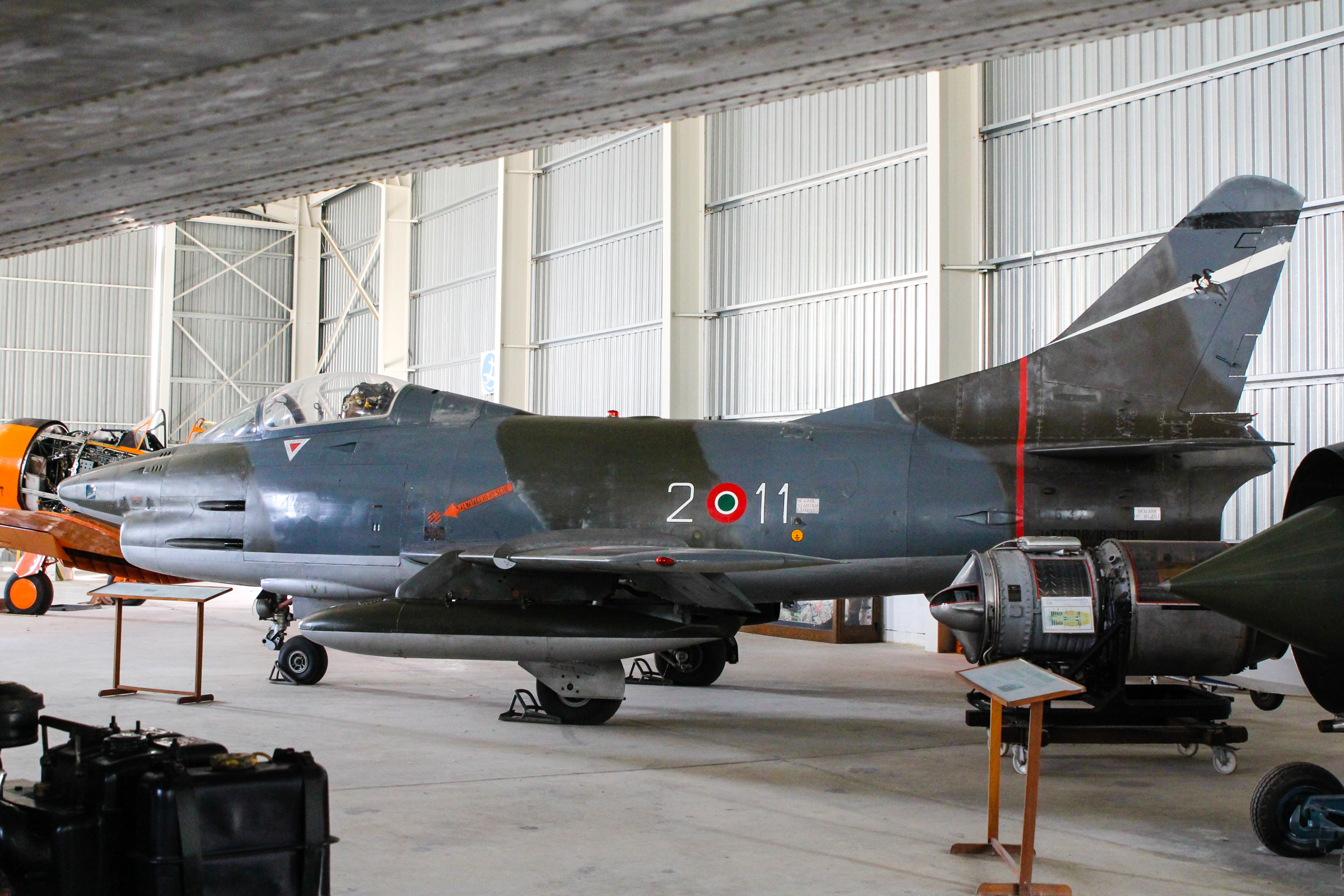
فيات G.91R / 1B
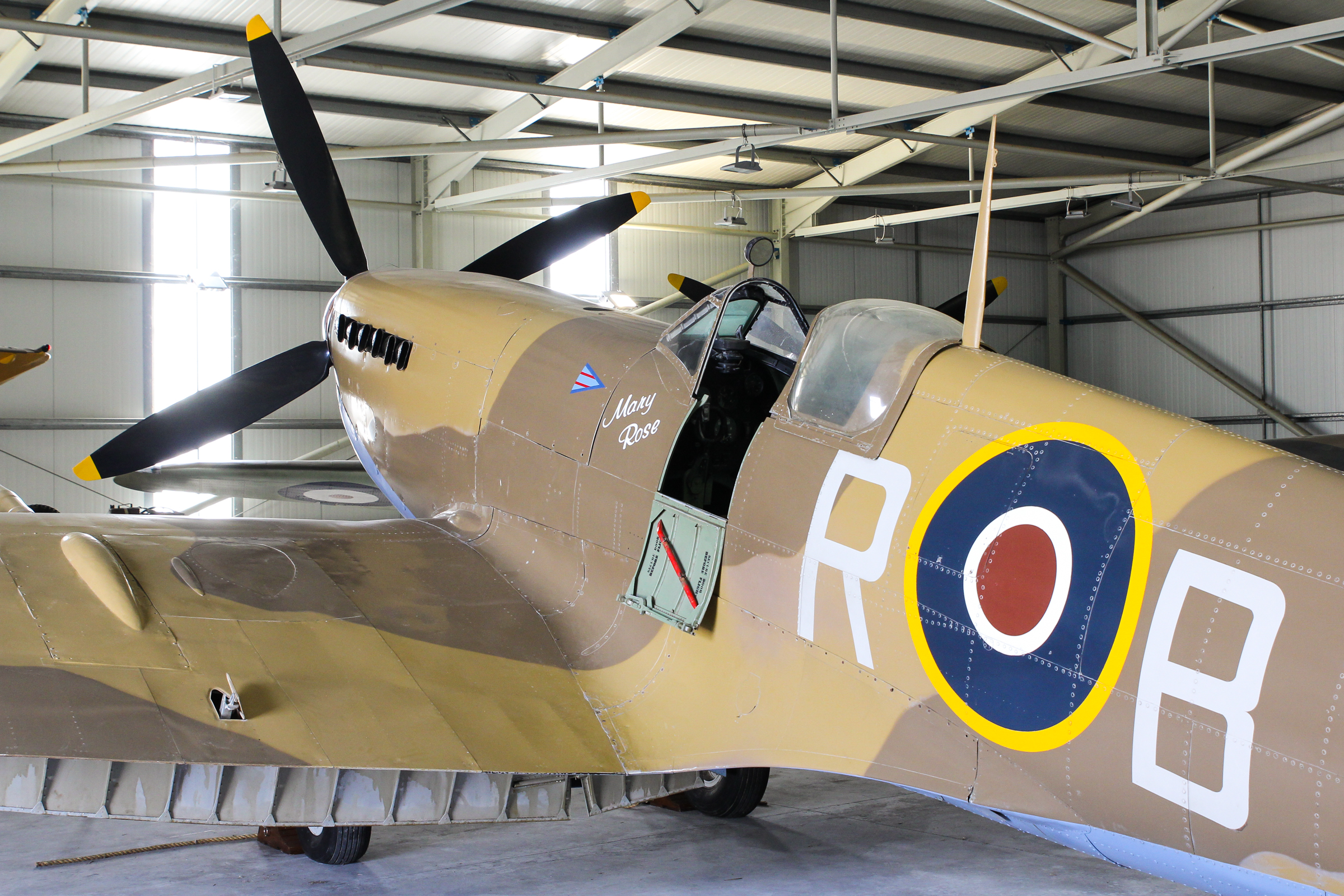
سوبر مارين سبيتفاير F MK.IXE EN199
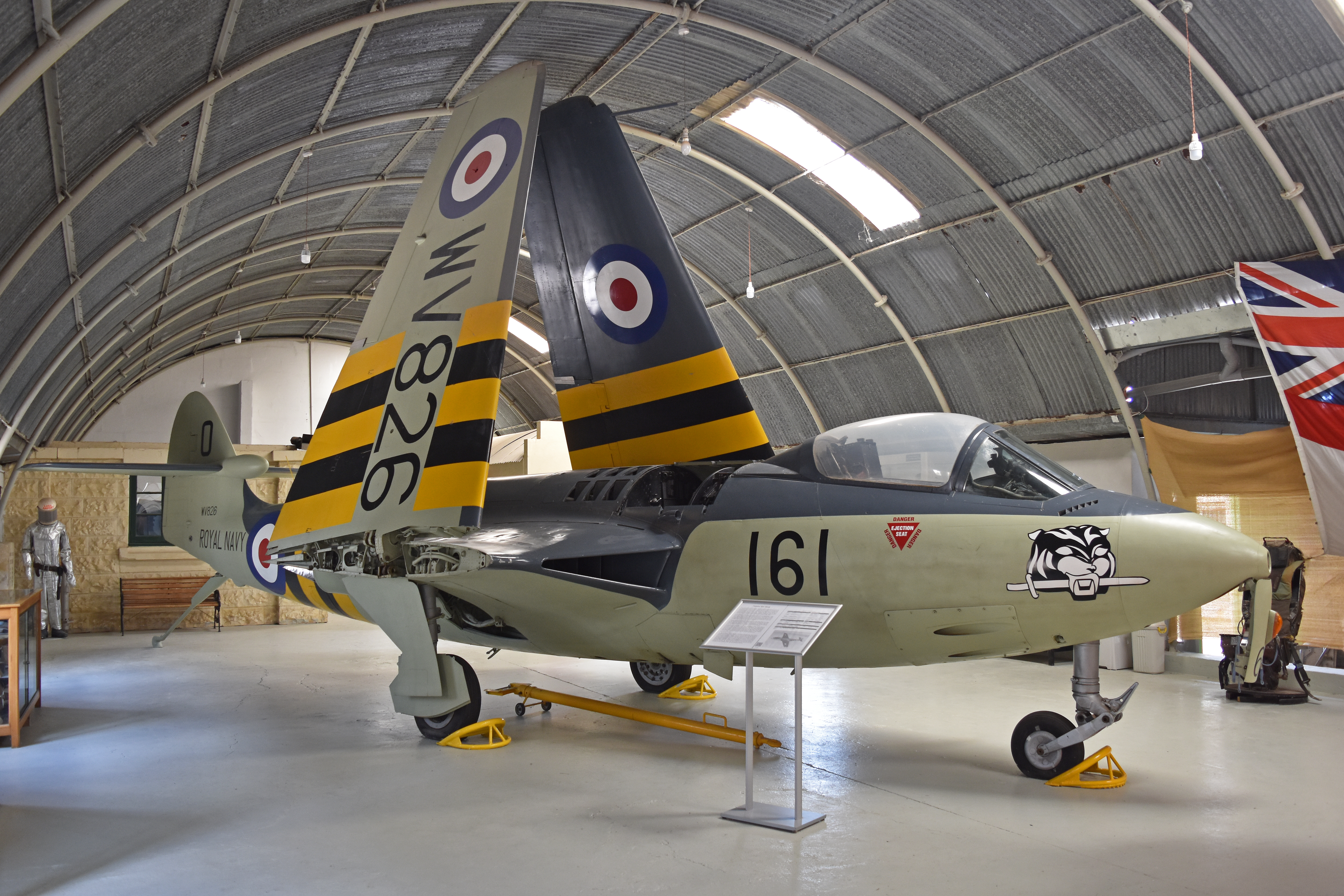
هوكر سي هوك FGA.6 WV826
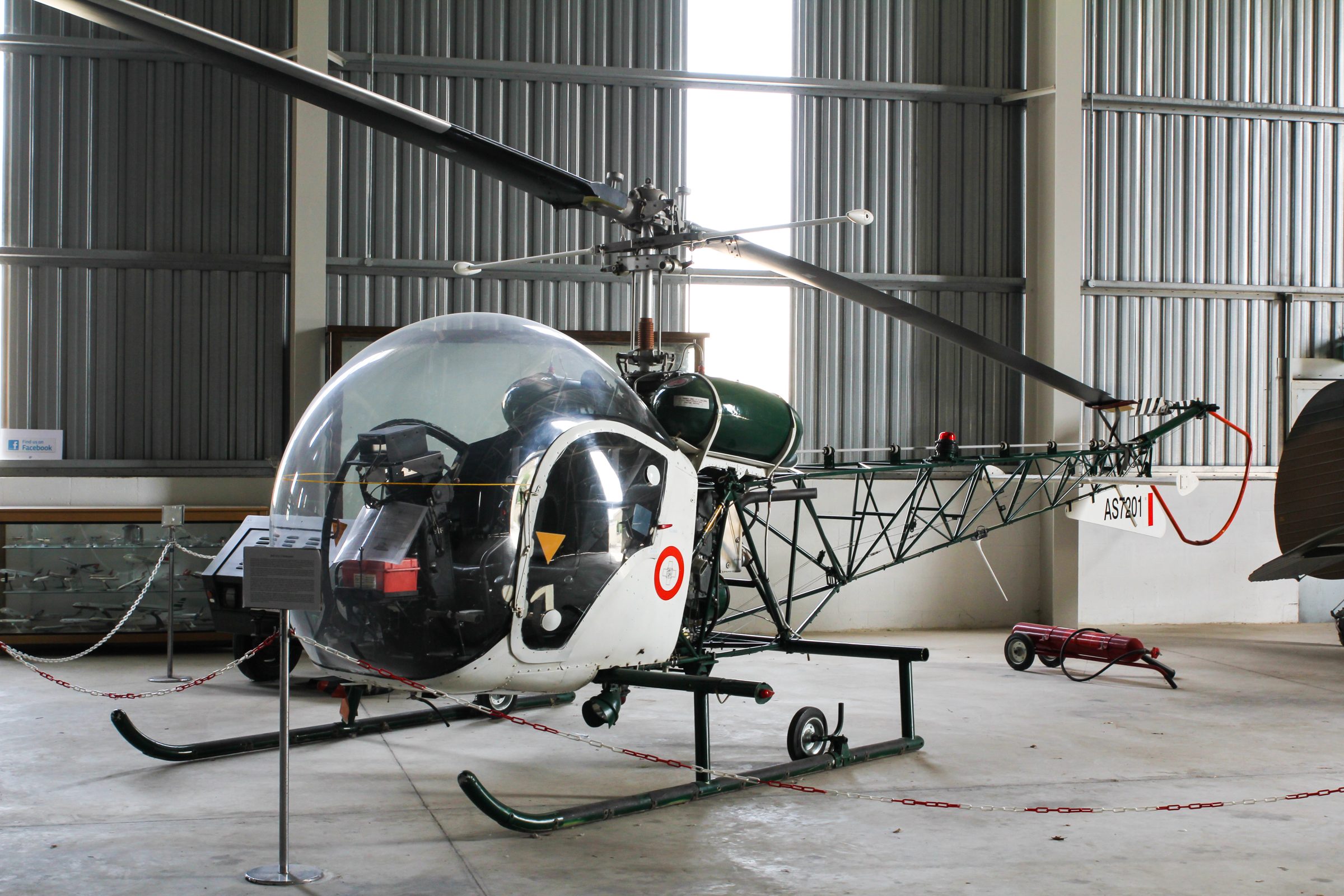
القوات المسلحة المالطية Agusta Bell 47G-2 AS7201
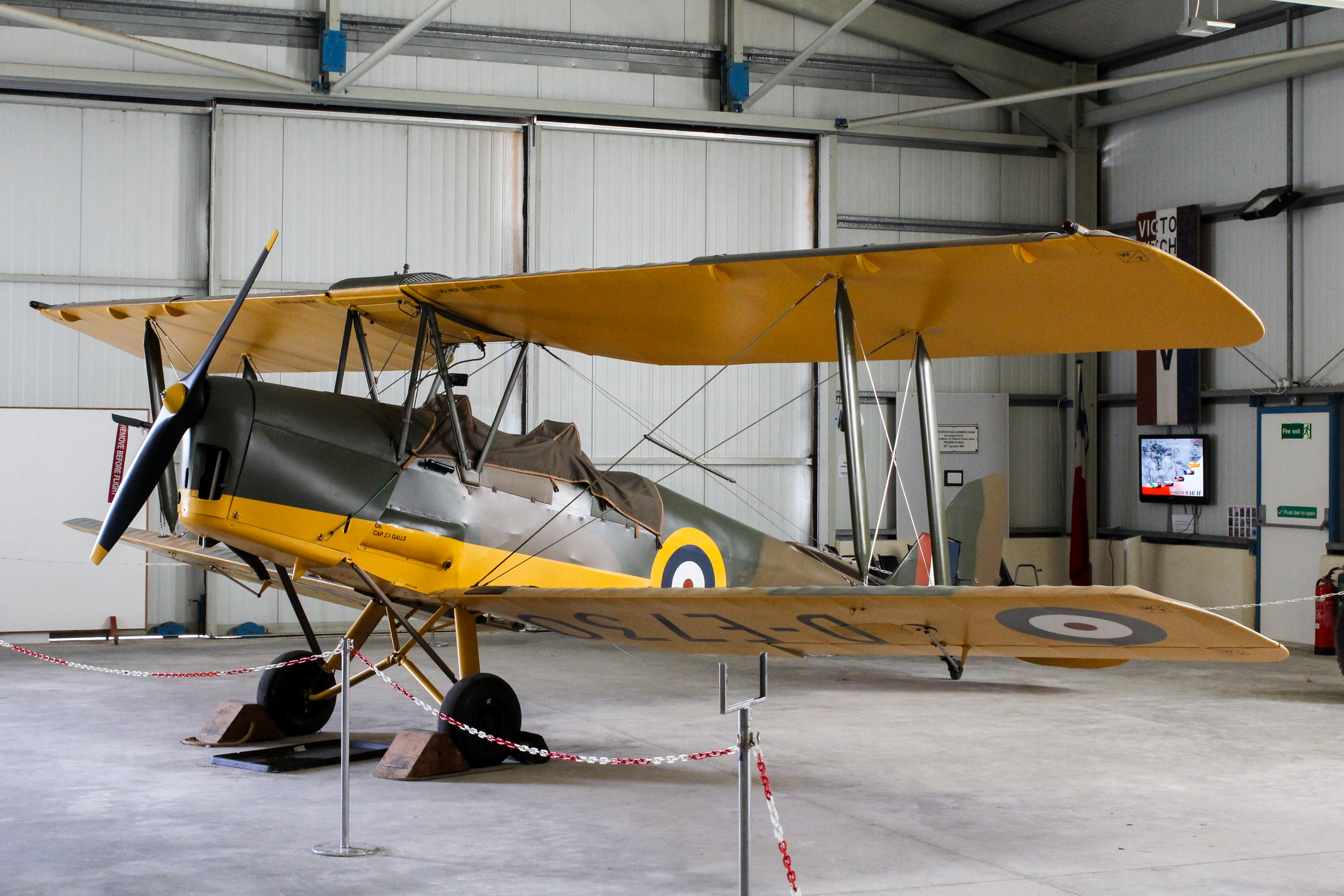
دي هافيلاند DH 82A Tiger Moth
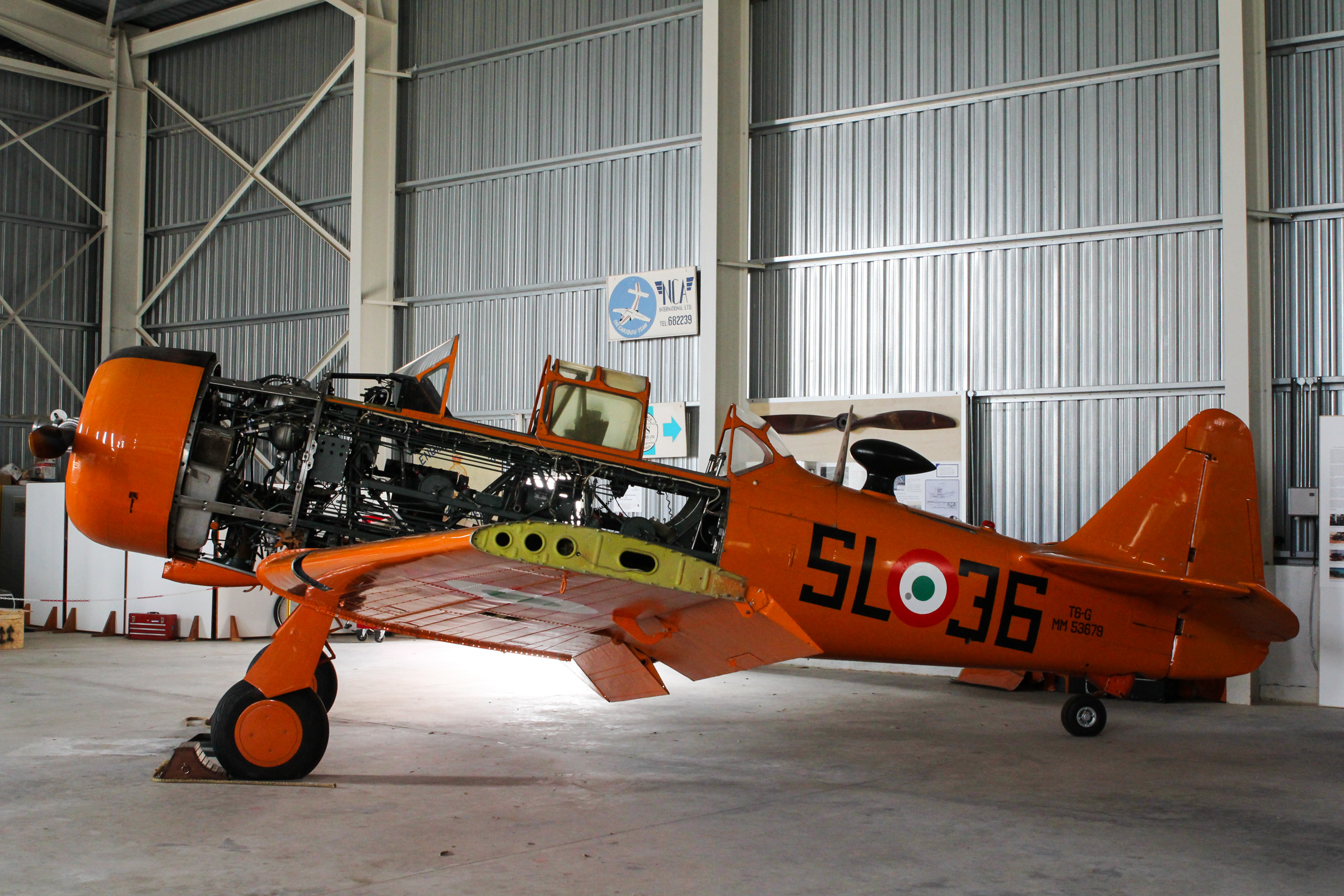
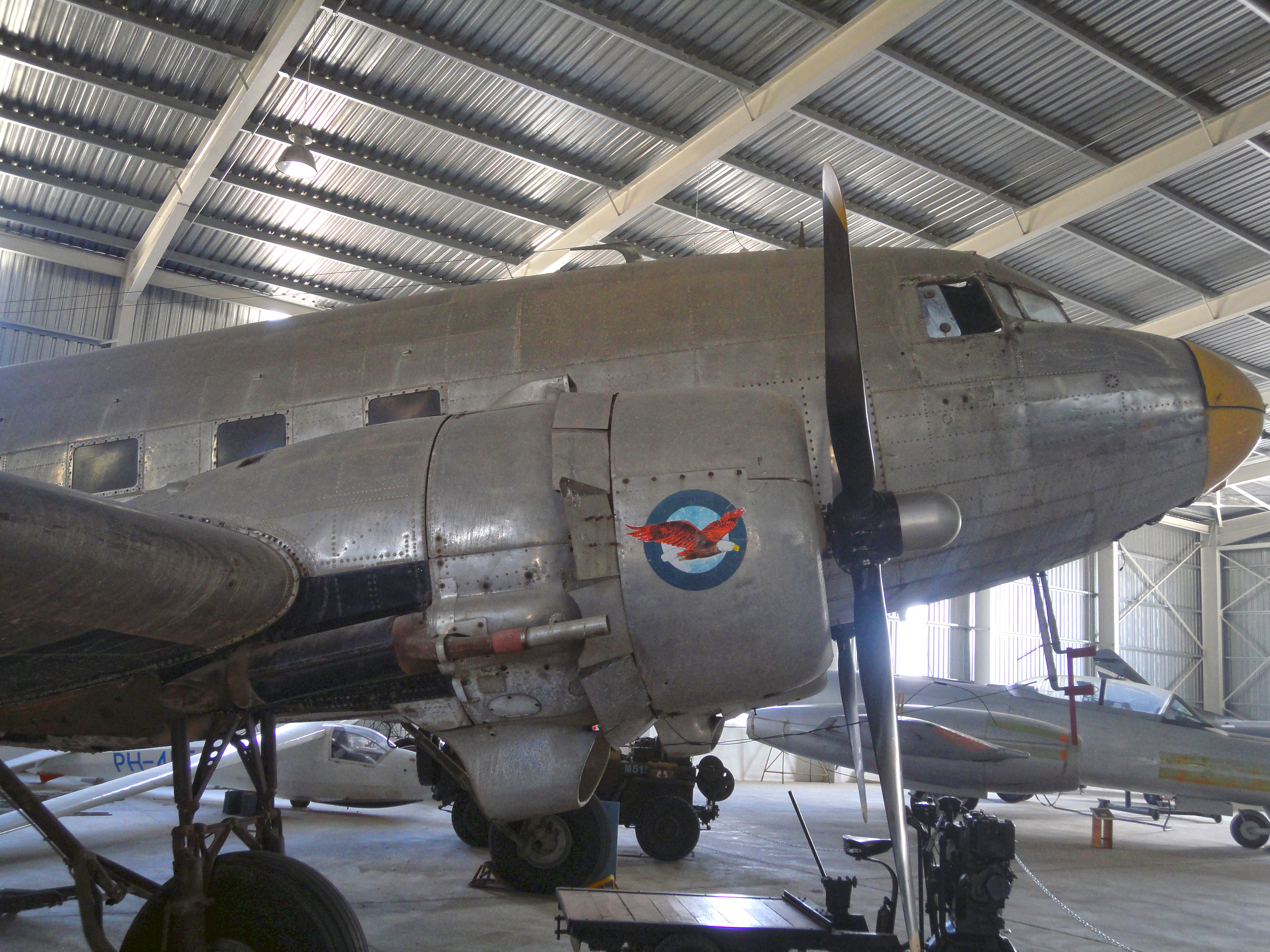
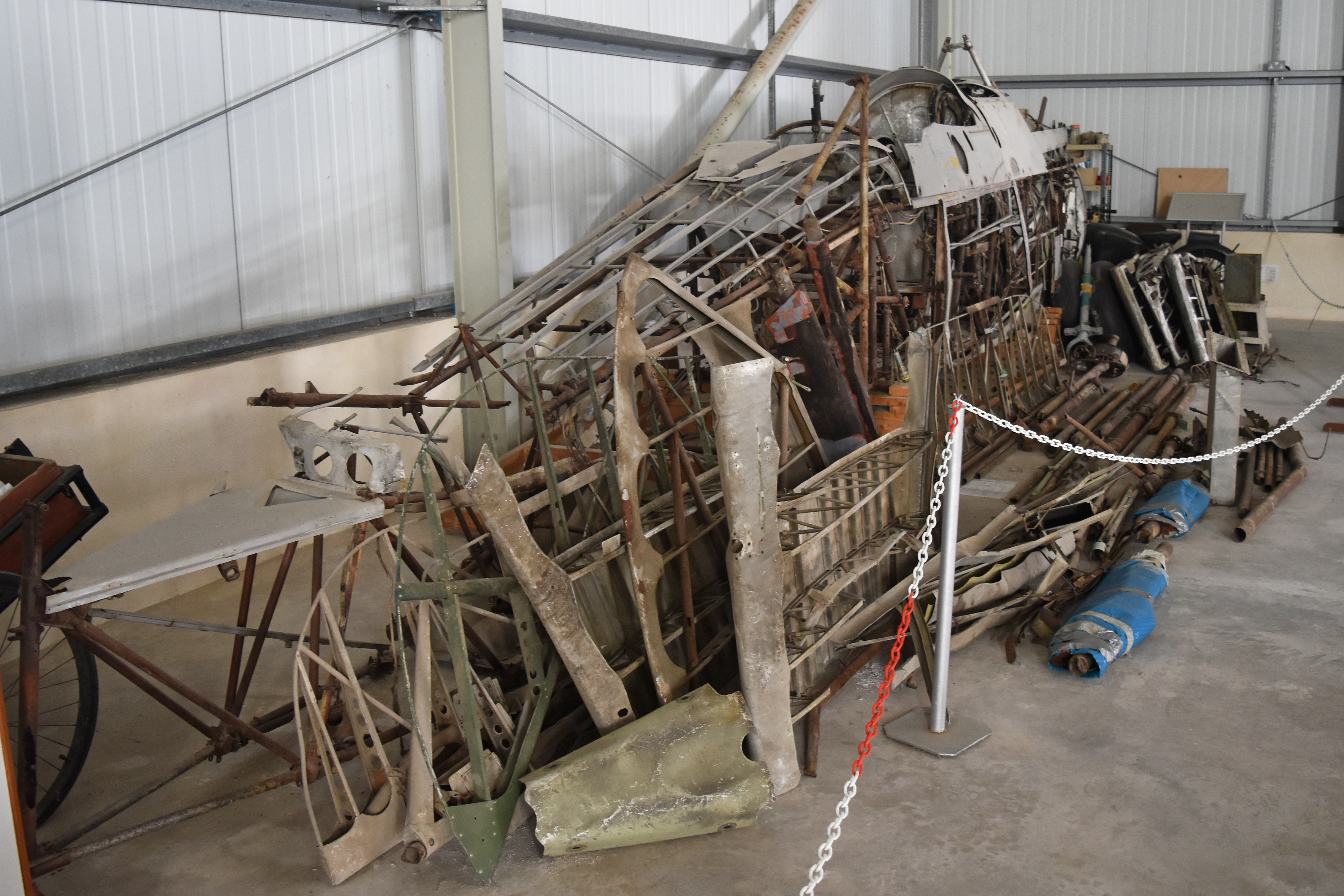
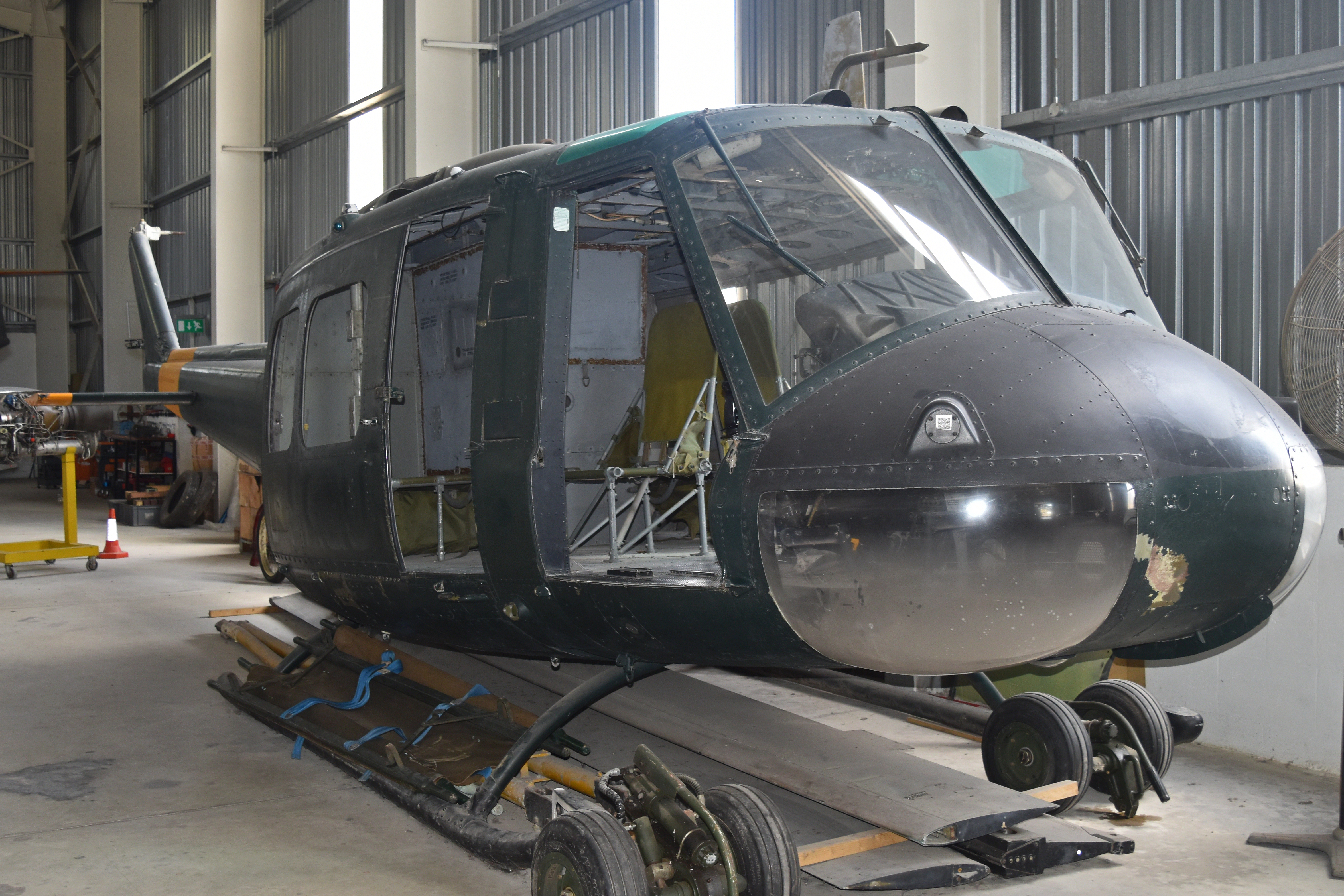
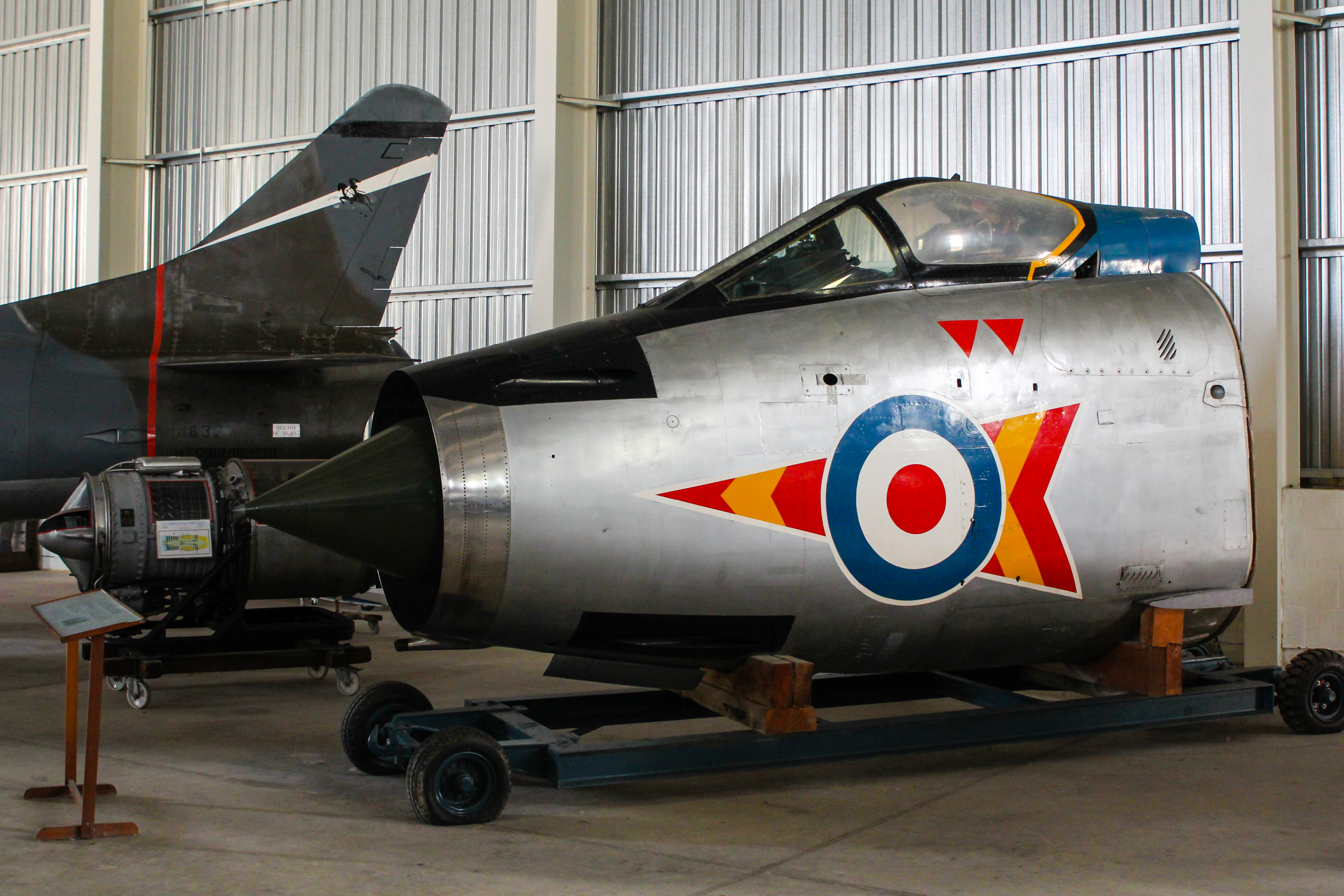
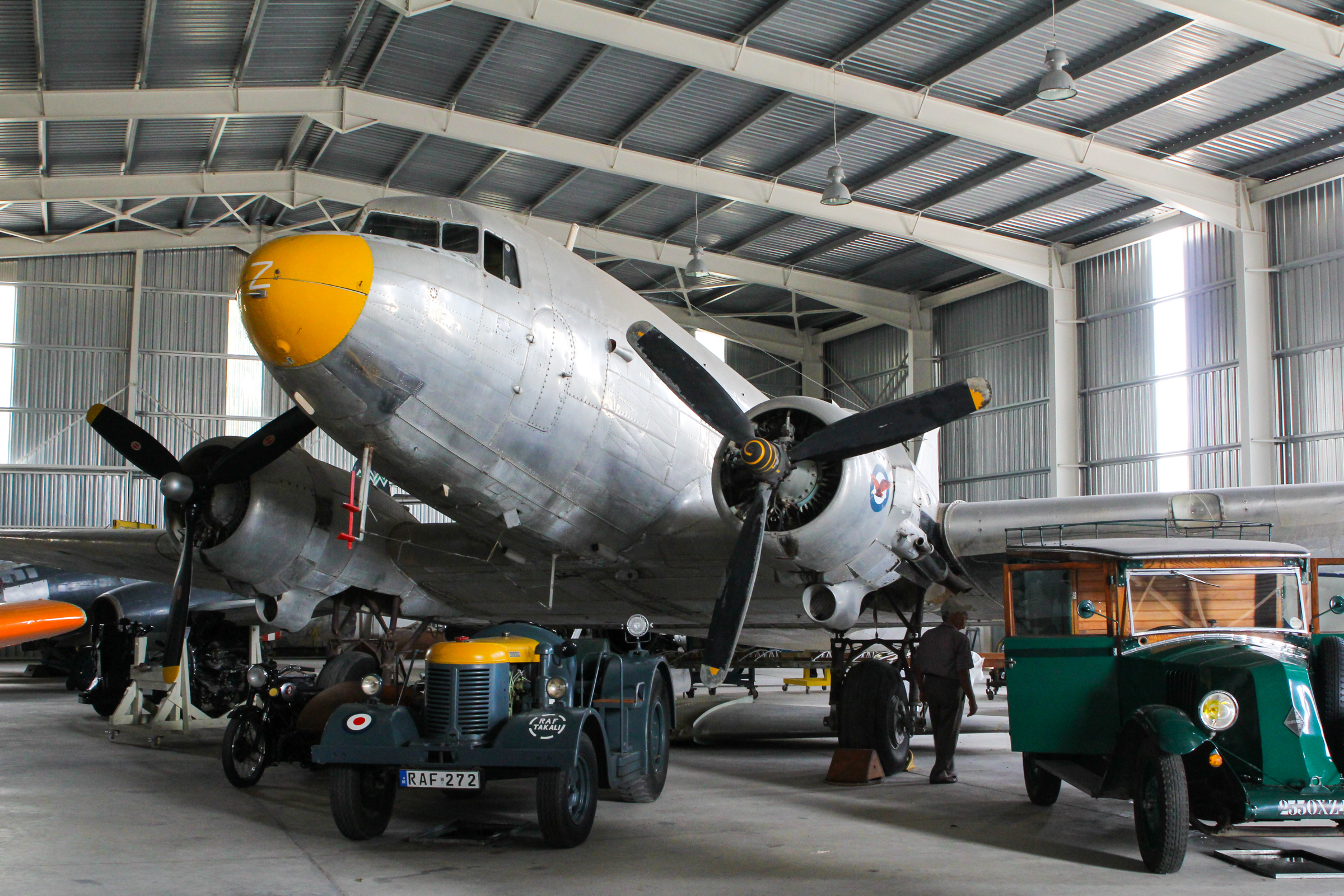
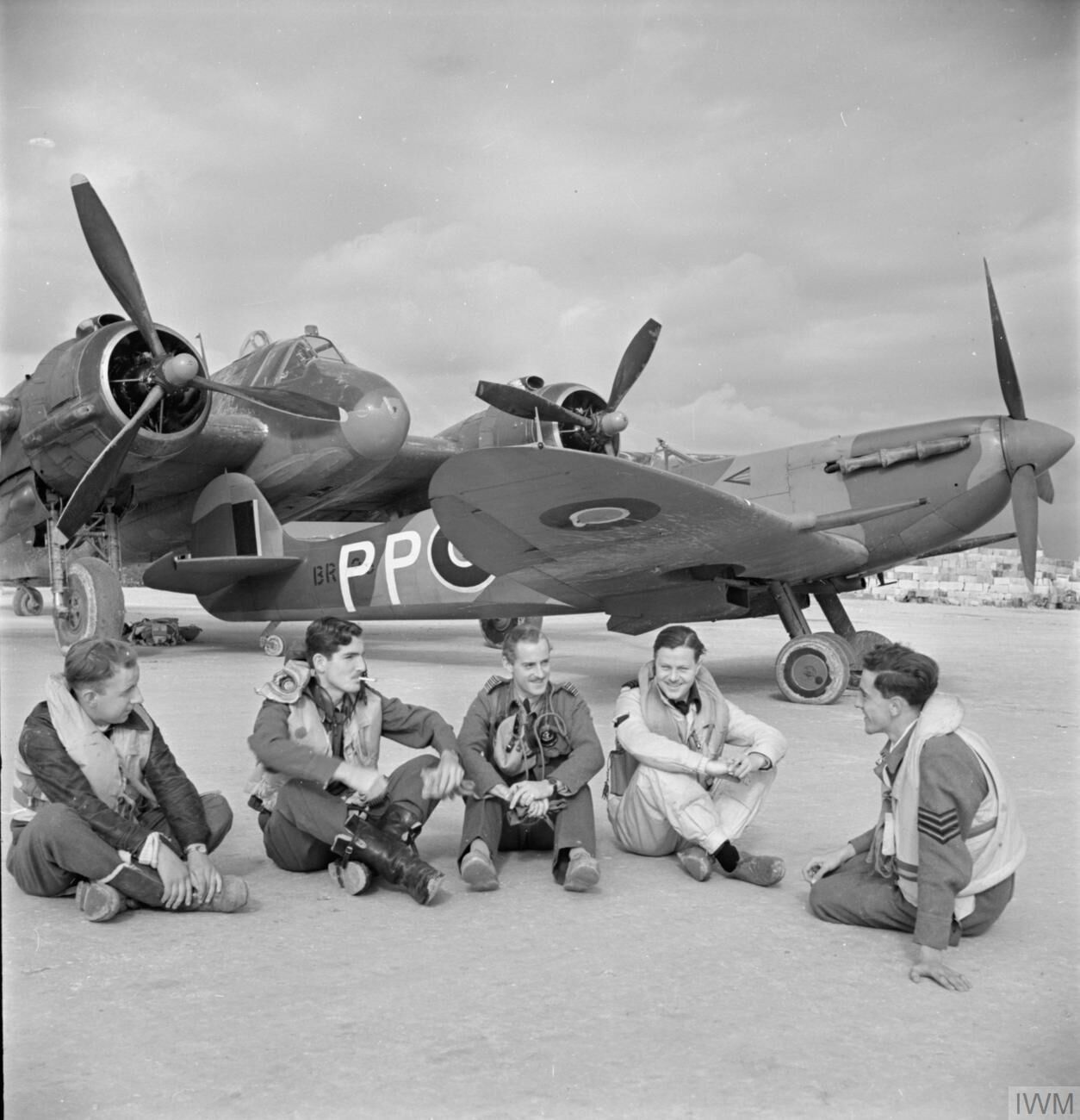
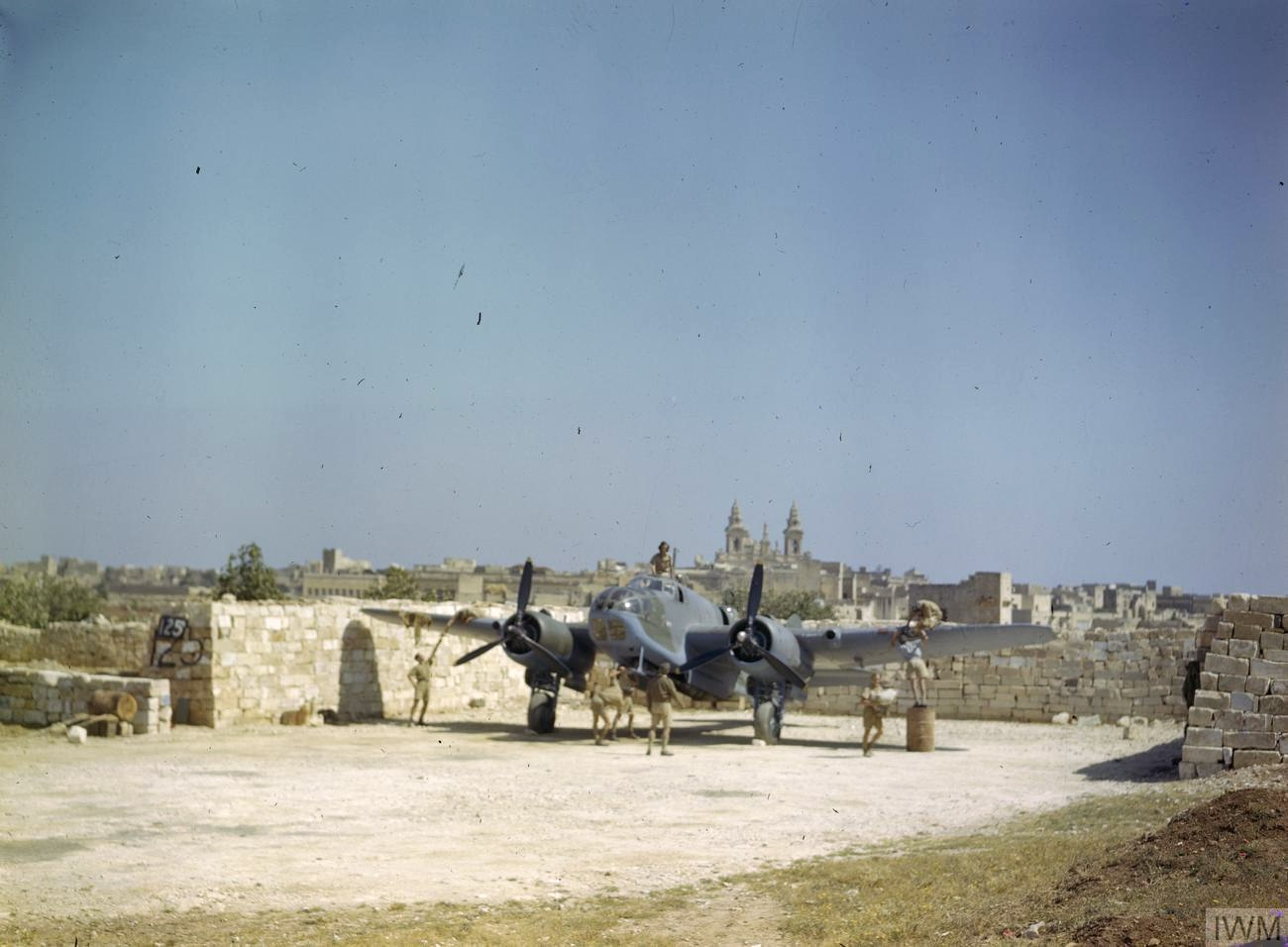
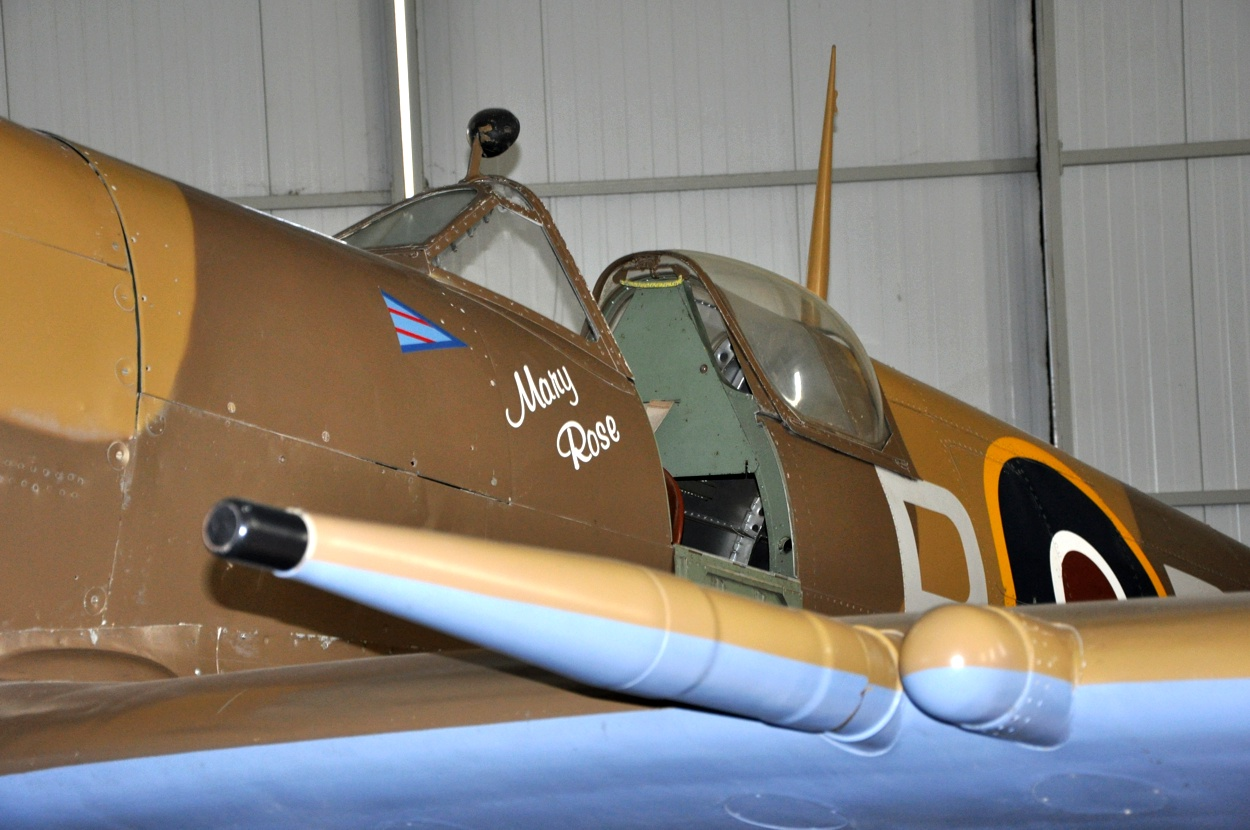
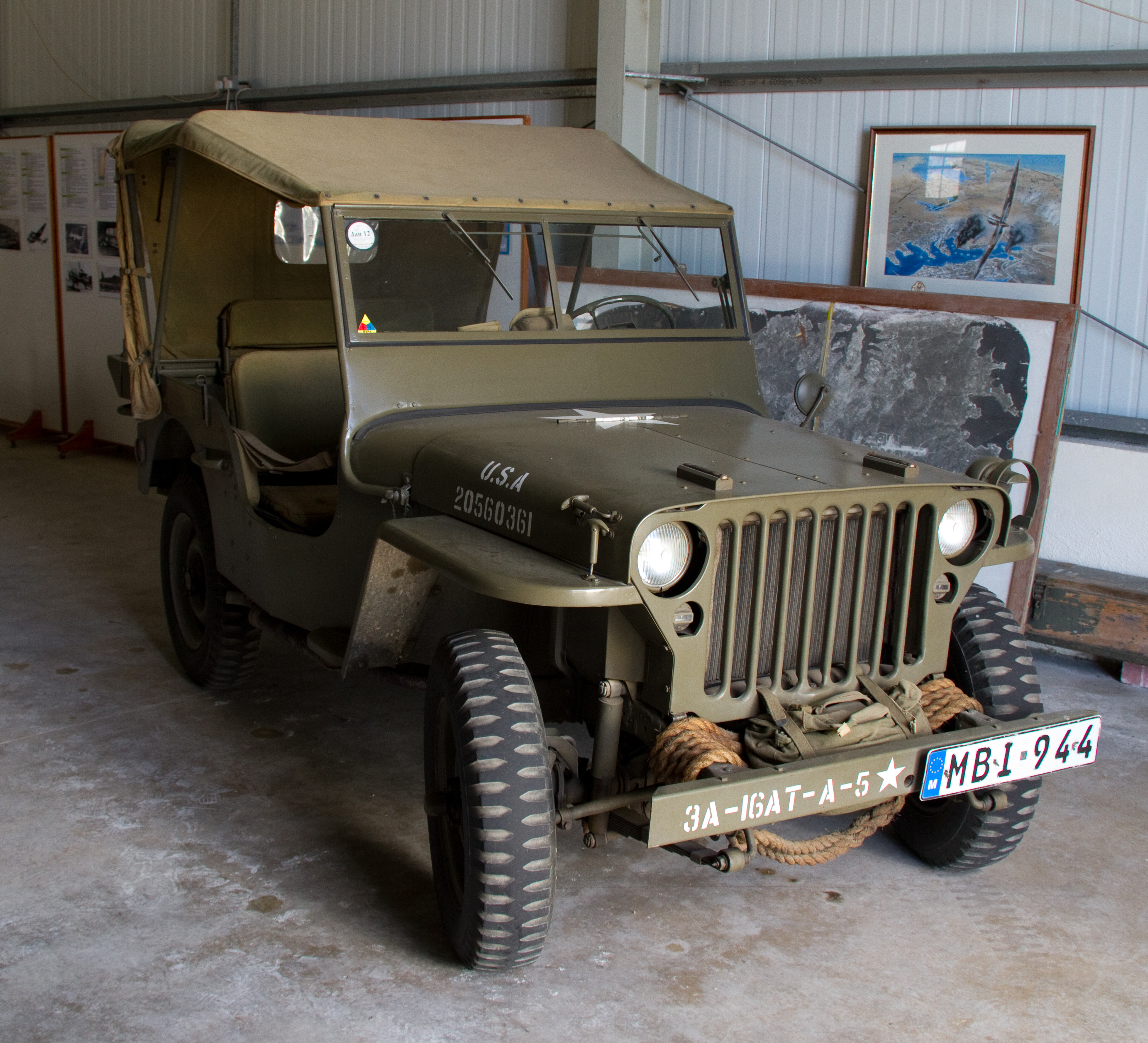
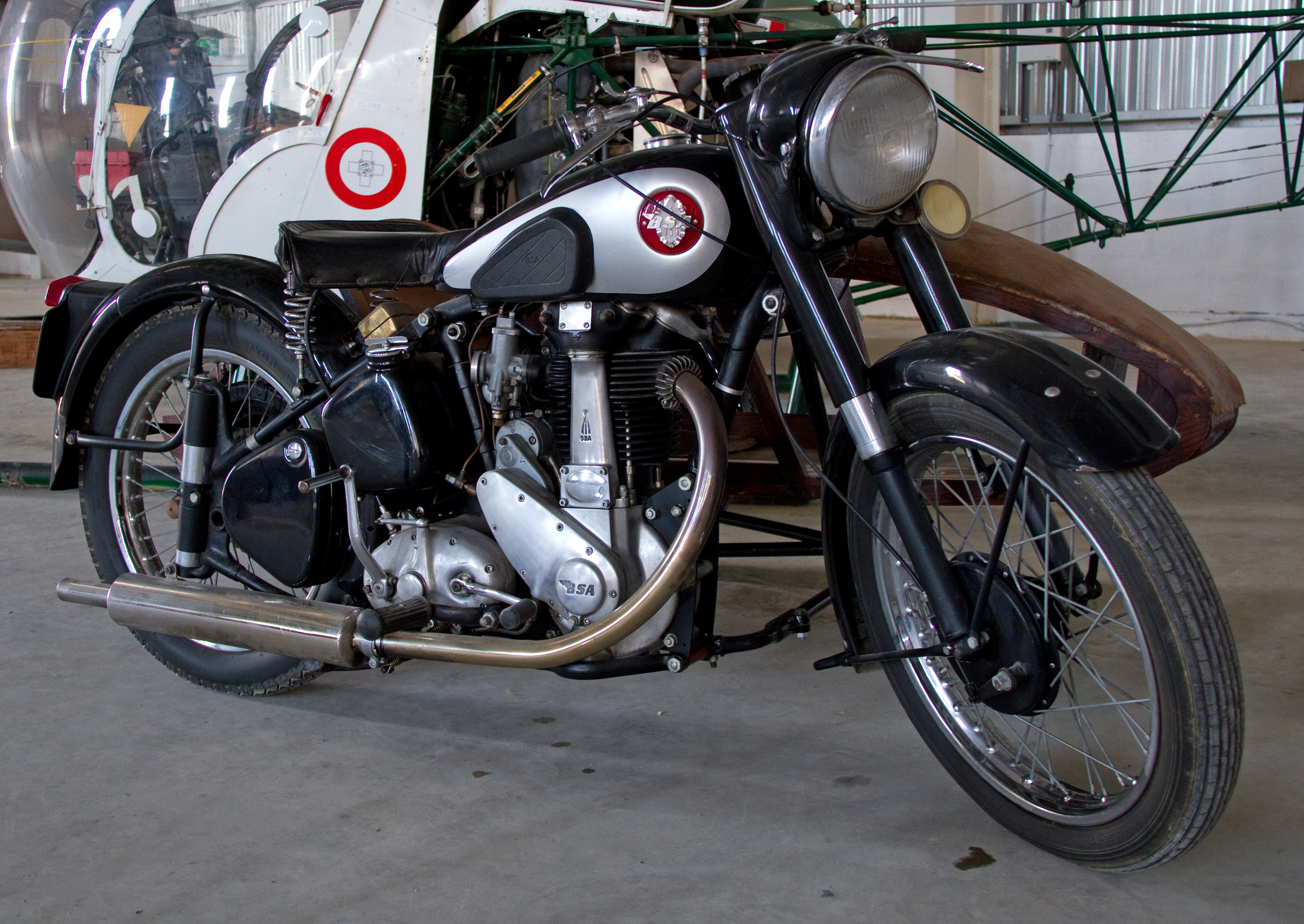
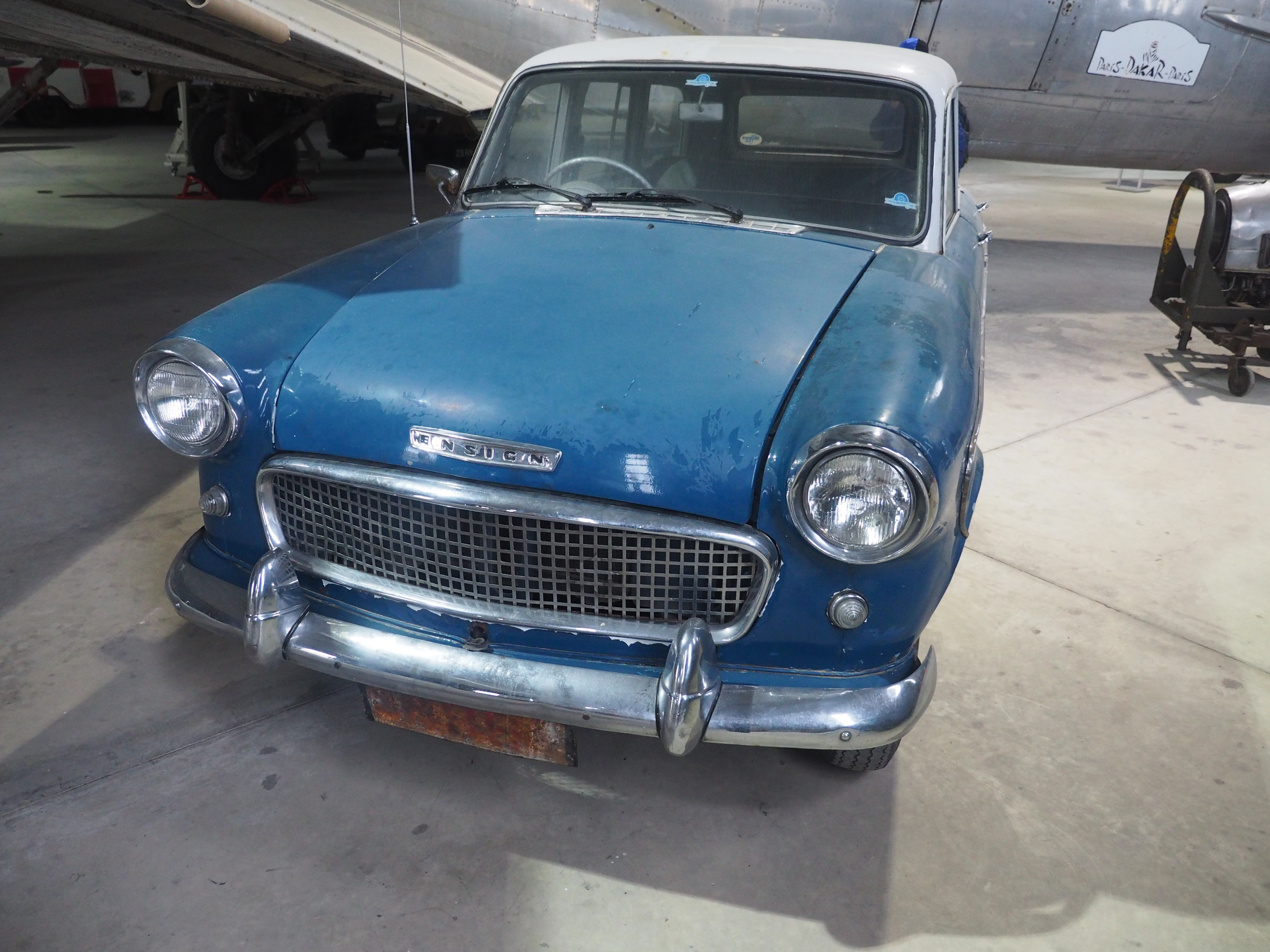
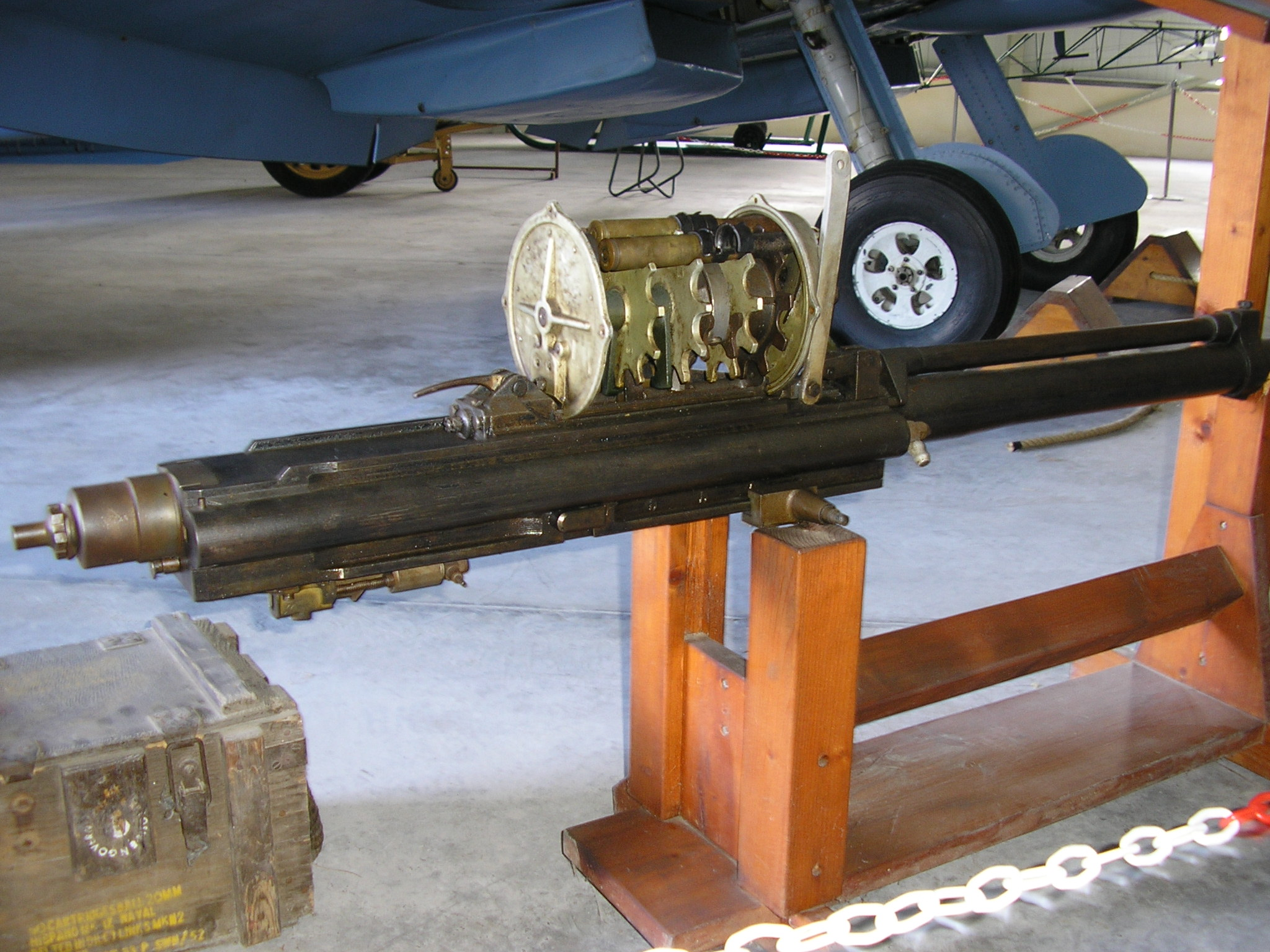
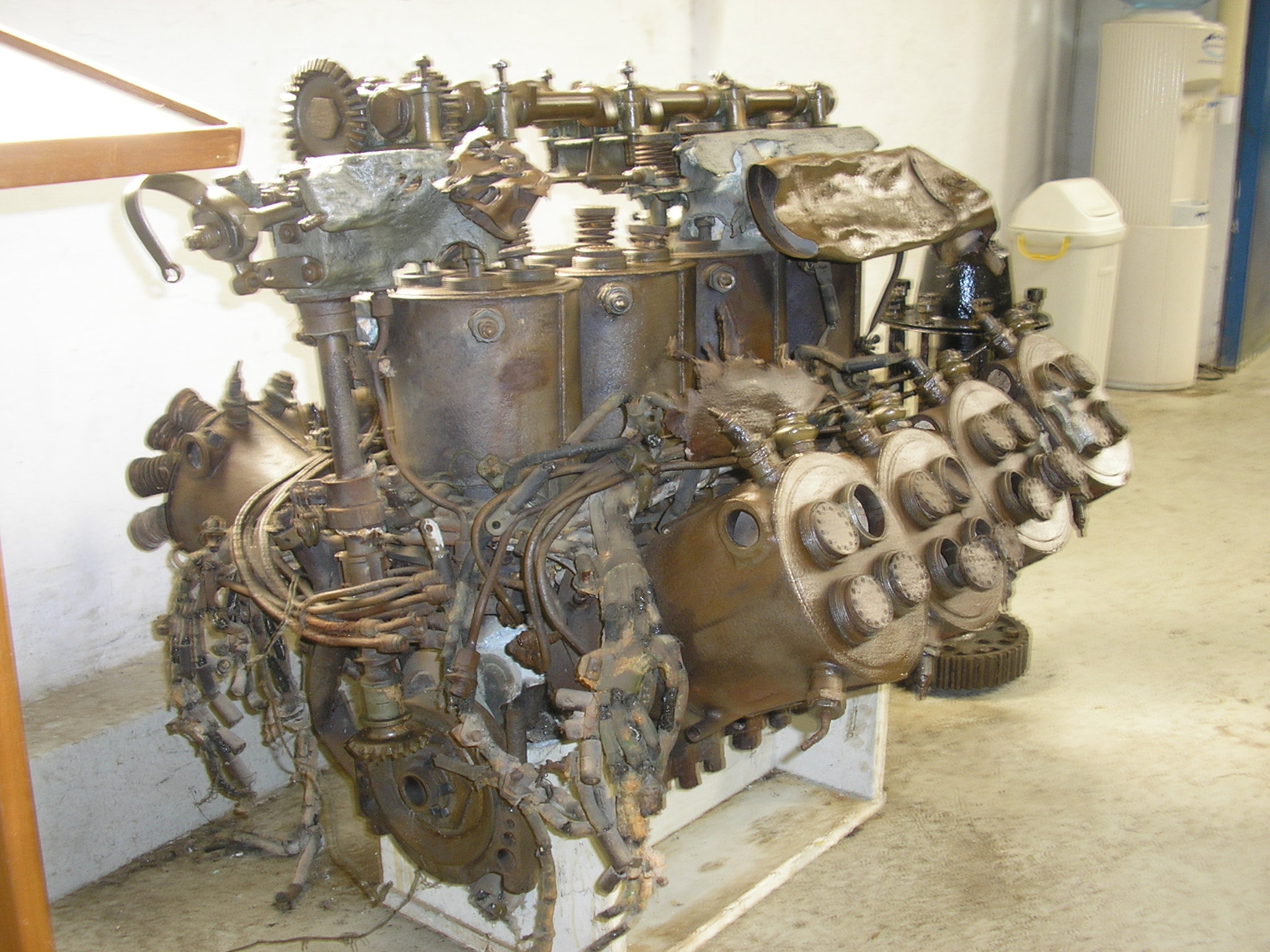
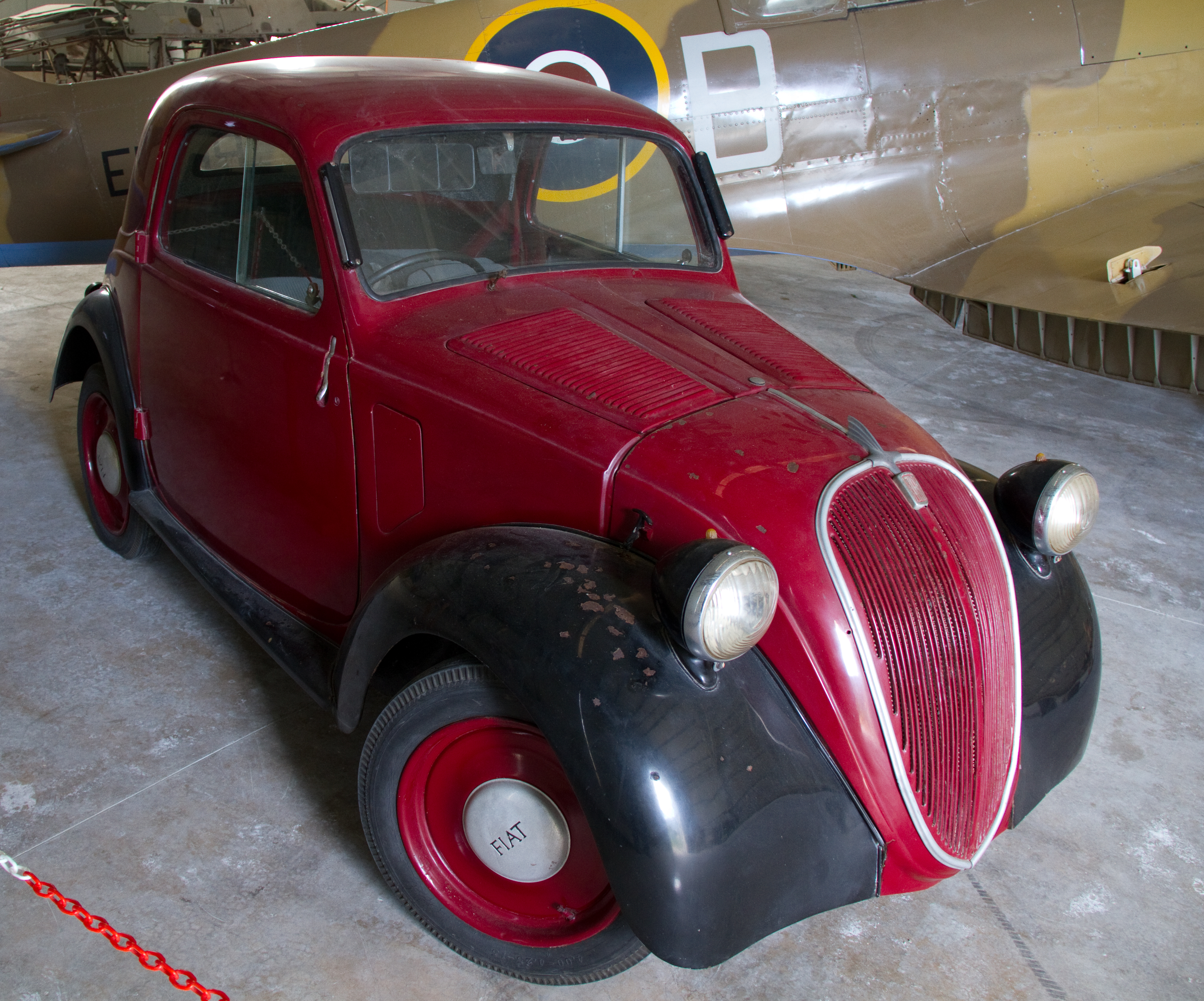